# Tara Whitten
Tara Whitten, née le 13 juillet 1980 à Toronto, est une coureuse cycliste canadienne. Jusqu'alors skieuse de fond, elle fait ses débuts au cyclisme en compétition en 2008. Elle remporte cette année-là les titres de championne du Canada de poursuite et de la course aux points. Durant la saison 2008-2009, elle monte cinq fois sur le podium de manche de la coupe du monde et se classe deuxième du classement final de la poursuite. En mars 2009, elle décroche la médaille d'argent de l'omnium aux championnats du monde à Pruszków en Pologne. Elle participe à des compétitions sur route durant l'année et remporte le Tour de Prince Edward Island et le titre de championne du Canada du contre-la-montre. Sélectionnée en équipe nationale, elle est médaillée d'argent du contre-la-montre aux championnats panaméricains et huitième du championnat du monde de cette discipline. Elle est devenue championne du monde de l'omnium et de la course aux points en 2010.

## Palmarès sur piste

### Jeux olympiques
- Londres 2012
  -  Médaillée de bronze de la poursuite par équipes (avec Gillian Carleton et Jasmin Glaesser)
  - 4e de l'omnium

### Championnats du monde
- Pruszków 2009
  -  Médaillée d'argent de l'omnium
  - 7e de la poursuite individuelle
  - 11e de la course aux points
  - 15e du scratch
- Ballerup 2010
  -  Championne du monde de l'omnium
  -  Championne du monde de la course aux points
- Apeldoorn 2011
  -  Championne du monde de l'omnium
  - 6e de la poursuite par équipes
- Melbourne 2012
  -  Médaillée de bronze de la poursuite par équipes
  - 4e de l'omnium
  - 4e de la poursuite individuelle

### Coupe du monde
- 2008-2009
  - 2e du scratch à Manchester
  - 2e de la poursuite à Manchester
  - 2e de la poursuite à Copenhague
  - 3e de la poursuite à Cali
  - 3e de la course aux points à Cali
- 2009-2010
  - 1re de la poursuite par équipes à Cali
  - 2e de la poursuite à Cali
  - 2e de la course aux points à Cali
  - 3e de la poursuite à Pékin
  - 3e de la poursuite par équipes à Pékin
- 2010-2011
  - Classement général de l'omnium
  - 1re de l'omnium à Pékin
  - 2e de l'omnium à Melbourne
  - 2e de l'omnium à Cali
  - 2e de la poursuite par équipes à Pékin
- 2011-2012
  - 2e de l'omnium à Cali
  - 2e de la poursuite par équipes à Londres

### Jeux du Commonwealth
- New Delhi 2010
  -  Médaillé de bronze de la vitesse par équipes
  -  Médaillé de bronze de la course aux points
  -  Médaillé de bronze de la poursuite

### Championnats panaméricains
- Mexico 2009 
  -  Médaillée d'or de la poursuite individuelle
  -  Médaillée d'or de l'omnium
  -  Médaillée d'argent de la vitesse par équipes
  -  Médaillée de bronze de la course aux points
  -  Médaillée de bronze de la poursuite par équipes

### Championnats nationaux
- Championne du Canada de vitesse : 2007
- Championne du Canada de poursuite : 2008, 2009 et 2010
- Championne du Canada de course aux points : 2008, 2009 et 2010
- Championne du Canada du scratch : 2009 et 2010
- Championne du Canada d'omnium en 2007, 2010 et 2011

## Palmarès sur route
- 2009
  -  Championne du Canada du contre-la-montre
  - Tour de Prince Edward Island :
    - Classement général
    - 2e étape

  -  Médaillée d'argent du contre-la-montre aux championnats panaméricains
  - 8e du championnat du monde du contre-la-montre
- 2010
  -  Médaillée d'or du contre-la-montre aux Jeux du Commonwealth
  - 5e étape de la Cascade Classic
  - 2e du championnat du Canada sur route
  - 3e du championnat du Canada du contre-la-montre
  - 7e du championnat du monde du contre-la-montre
- 2011
  - 2e du championnat du Canada du contre-la-montre
  - 4e du championnat du monde du contre-la-montre
- 2015
  - Rochester Twilight Criterium
  -  Médaillée d'argent du championnat panaméricain du contre-la-montre
- 2016
  -  Championne du Canada du contre-la-montre
  - Cascade Cycling Classic :
    - Classement général
    - 2e étape (contre-la-montre)

  - 2e du Chrono Gatineau